# Jørgine Abildgaard
Jørgine Nielsen Abildgaard (født 21. november 1893, død 9. januar 1962) var en dansk gymnastikhøjskoleforstander og frimenighedspræst.
Jørgine Abildgaards livsværk var Snoghøj Gymnastikhøjskole, i 1924 købte hun sammen med Anna Krogh, højskolen i Snoghøj og i maj 1925 blev Snoghøj gymnastikhøjskole indviet og i 30 år var hun sammen med Anna Krogh forstander på den første og hidtil eneste gymnastikhøjskole for kvinder.